# 21735 Nissaschmidt
A 21735 Nissaschmidt (ideiglenes jelöléssel 1999 RV146) a Naprendszer kisbolygóövében található aszteroida. A LINEAR projekt keretében fedezték fel 1999. szeptember 9-én.